# 库尔梅尼勒
库尔梅尼勒（法語：Courménil，法語發音：[kuʁmenil] ⓘ）是法国奥恩省的一个旧市镇，位于该省北部，属于阿让唐区。2017年1月1日，库尔梅尼勒和相邻的另外13个市镇合并为新市镇欧日地区古费恩（Gouffern-en-Auge）。

## 地理
库尔梅尼勒（48°46'39"N, 0°14'6"E）面积9.53 平方千米，位于法国诺曼底大区奧恩省，该省份为法国西北部内陆省份，北起顺时针与卡爾瓦多斯省、厄尔省、厄尔-卢瓦省、萨尔特省、马耶讷省和芒什省接壤。
与库尔梅尼勒接壤的市镇（或旧市镇、城区）包括：梅尼勒于贝尔-昂内姆、阿韦尔讷苏塞姆、克鲁瓦西耶、埃姆、日奈。
库尔梅尼勒的时区为UTC+01:00、UTC+02:00（夏令时）。

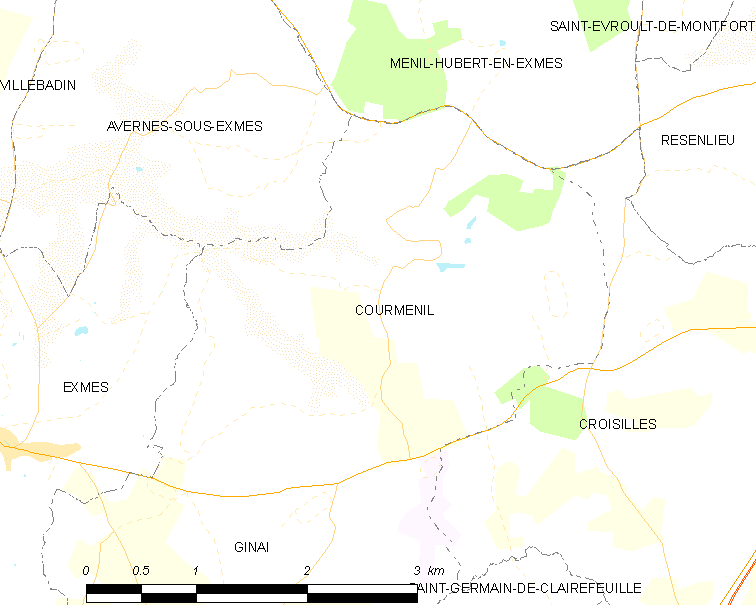
库尔梅尼勒的OSM定位图

## 行政
库尔梅尼勒的邮政编码为61310，INSEE市镇编码为61131。

## 政治
库尔梅尼勒所属的省级选区为阿让唐第二县。

## 人口

1962-2008年间库尔梅尼勒人口变化图示

库尔梅尼勒于2018年1月1日时的人口数量为121人。